# 女士的品格
《女士的品格》是一部中国大陆都市题材电视剧，由芒果TV、天浩盛世、丽泽影业出品，丽泽影业制作，导演高寒执导，万茜、刘敏涛、邢菲领衔主演，白客特别主演。该剧2022年5月开机，同年8月杀青。2023年2月6日在湖南卫视金鹰独播剧场首播，芒果TV同步网播。台灣OTT由LiTV 線上影視、LINE TV全劇上架。

## 播出平台
| 频道      | 所在地   | 首播日期       | 播出时间 | 备注                       |
| --------- | -------- | -------------- | -------- | -------------------------- |
| 湖南卫视  | 中国大陆 | 2023年2月6日   | 20:00    | 金鹰独播剧场               |
| 芒果TV    | 中国大陆 | 2023年2月6日   | 20:00    |                            |
| 广东卫视  | 中国大陆 | 2023年4月18日  | 19:30    |                            |
| astro双星 | 马来西亚 | 2023年2月20日  | 18:00    |                            |
| 佳乐台    | 新加坡   | 2023年6月21日  | 22:00    |                            |
| 人間衛視  | 臺灣     | 2024年12月11日 | 22:00    | 週二至週六 01:00為台語配音 |

## 演員表

### 主要演员
| 演員   | 角色   | 介紹 |
| 万茜   | 姚薇   | 娱果公司商务部总监 程梁妻子 性格风风火火，靠着自己一路打拼坐到了娱果公司商务总监的位置。她对待下属既严厉又仗义，面对上司和客户能屈也能伸，回到家里跟自己的父亲，还有丈夫程梁相处时则是既温柔又俏皮。遇到升职还是生育的两难选题时，姚薇的压力不仅来自职场和家庭，更有母亲生她时难产离世带来的心理阴影，但她最后还是选择了勇敢面对。 |
| 刘敏涛 | 安欣   | 姚薇的朋友間同事 姚薇的前競爭對手 姜宏凱的前妻 典型的职场女精英，她智商情商双双在线，职场表现亮眼深得上司赏识，更有猎头高薪挖角。安欣遭遇了婚姻挫折，但她也没有因此放弃自我，反而懂得在失败中发现问题，从而以更积极的心态奔赴生活的新篇章，最终事业爱情双丰收，成功化身人生赢家。                                                  |
| 邢菲   | 刘小溪 | 姚薇的得力下屬 王偉的妻子 在平凡职场中努力工作的普通一员，却意外解锁了“新手妈妈”的身份，不得不开始平衡工作与家庭的关系，成为一个有了新压力的老员工。从她努力工作、用心照顾家庭的故事中可以看到许多现代独立女性的影子。與王偉育有一子「大寶」。                                                                                     |
| 白客   | 程梁   | 姚薇丈夫 温柔顾家的综艺导演 无数少女心目的完美丈夫，他在事业上有自己的追求，在生活中懂得支持老婆的一切。程梁甚至为了替老婆姚薇出气，不惜得罪自己的领导。在琐碎的生活中依然保持初心，无论是在工作上，还是在家庭中。为了工作而不得不选择隐婚的他们面对突如其来的“意外”，展开了一段鸡飞狗跳的生活。                                   |

### 其他演員
| 演員   | 角色       | 介紹 |
| 高一仁 | 陆泽宁     | 安欣的學弟 種星商務公司總經理 安欣工作上的最大竞争对手，他年轻有为、温文尔雅、能力出众，深受上级领导的赏识。不过，他却以师弟的身份，偷偷暗恋了安欣很多年。安欣和姜宏凯离婚后，陆泽宁在安欣身边默默守护，最后成功地和安欣走到了一起。有一個兒子「小迪」。 |
| 王勉   | 王伟       | 刘小溪丈夫 典型的90后不靠谱父亲，只知道用甜言蜜语让老婆刘小溪照顾儿子，自己却总是以工作为借口，不帮助照顾孩子。但是，王伟情商很高，懂得用甜言蜜语，哄老婆和母亲开心。最终，王伟获得成长，懂得付出，过上了一家三口其乐融融的幸福生活。                    |
| 温峥嵘 | 许雯       | 娱果商务总经理 姚薇的上司 Mike的母親。 |
| 海一天 | 冯文艺     | |
| 师铭泽 | Mike       | 许雯之子 本名：師明明， 暗恋安欣。 |
| 蒲巴甲 | 边诚       | 影帝 陶若妍的孩子父亲 |
| 徐立   | 陶若妍     | 知名演员 姚薇、程梁的大学同学 大學時喜歡程梁，但程梁喜歡姚薇，因此與好閨密姚薇鬧翻。與邊城有一個孩子。 |
| 周显欣 | 宫里       | |
| 徐峰   | 刘骁(鮑勃) | 娱果商务空降总经理 總部派來娛果商務部接替許雯的位子。 |
| 涂黎曼 | 李苑       | |

## 外部連結
- 女士的品格的新浪微博

## 电视节目的变迁
| 马来西亚 astro双星HD 每日 18:00 - 19:00       | 马来西亚 astro双星HD 每日 18:00 - 19:00     | 马来西亚 astro双星HD 每日 18:00 - 19:00 |
| --------------------------------------------- | ------------------------------------------- | --------------------------------------- |
|                                               | 女士的品格 （2023年2月20日－2023年3月31日） |                                         |
| 去有风的地方 （2023年1月11日－2023年2月19日） | 星落凝成糖 （2023年4月1日－2023年5月10日）  |                                         |

| 新加坡 佳乐台 星期一至四 22:00 - 23:00              | 新加坡 佳乐台 星期一至四 22:00 - 23:00      | 新加坡 佳乐台 星期一至四 22:00 - 23:00 |
| --------------------------------------------------- | ------------------------------------------- | -------------------------------------- |
|                                                     | 女士的品格 （2023年6月21日－2023年8月29日） |                                        |
| 打开生活的正确方式 （2023年4月12日－2023年6月20日） | 灿烂的转身 （2023年8月30日－2023年10月3日） |                                        |